# Greigit
Greigitul este un mineral compus din fier și sulf. Este analogul cu sulf al magnetitului. Este format de bacterii magnetotactice.